# Tuomas Holopainen
Tuomas Lauri Johannes Holopainen (Kitee, Finlandia; 25 de diciembre de 1976) es un músico finlandés. Fundador, líder y principal compositor de la agrupación de metal sinfónico, Nightwish, en donde ejerce como tecladista. También cofundador de la agrupación de folk progresivo, Auri.

## Carrera musical
Empezó a tocar el piano a los 7 años de edad y a los 9 tocaba también el clarinete. Estudió teoría de la música en una escuela durante 11 años, como también estudió el jazz y los estilos clásicos. También aprendió a tocar saxofón y se unió a una banda de jazz. Sin embargo, el teclado ha sido su instrumento preferente desde los 16 años.
La idea de Nightwish nació en julio de 1996. Durante una noche de acampada junto con sus amigos Tarja Turunen y Emppu Vuorinen. Para entonces Tuomas ya sentía una gran necesidad de componer sus propias letras y melodías. Inicialmente, la banda estuvo conformada por, Emppu Vuorinen, Jukka Nevalainen y Sami Vänskä. En el año 2001 Sami dejó de pertenecer al grupo y en su lugar se unió Marco Hietala como bajista y cantante masculino  y desde sus inicios la voz femenina de la cantante y compositora Tarja Turunen fue la imagen principal de la banda hasta 2005 cuando fue expulsada por la banda.  
Antes del nacimiento de Nightwish, Tuomas había formado parte de las bandas Darkwoods My Betrothed como músico de estudio (además de componer una canción para el primer disco), Sethian, y Nattvidens Grätt. En 2002 se unió al grupo de metal gótico For My Pain y en 2006 colaboró con Trio Niskalaukaus como tecladista en su último disco y gira.
El primer lanzamiento de Nightwish, Angels Fall First llegó en 1997, seguido de Oceanborn en 1998. En 1999, Holopainen y miembros de otros grupos de metal finlandeses como Embraze, Eternal Tears of Sorrow, Charon y Reflexion fundaron el subgrupo de metal gótico For My Pain ... Sin embargo, como todos los miembros estaban ocupados con sus propias bandas, el proyecto fue pospuesto para el futuro. 
El tercer álbum de estudio de Nightwish, Wishmaster, fue publicado en 2000. El tercer lanzamiento se vendió incluso mejor que el álbum anterior. En 2001, nuevamente se planteó la idea de For My Pain... y los miembros comenzaron a planear un álbum debut. 
En el cuarto álbum de estudio de Nightwish, Century Child, lanzado en 2002, Holopainen comenzó a colaborar con orquestas sinfónicas de Finlandia y el Reino Unido, que fue un cambio en la música de la banda y en el estilo de composición de Holopainen, y también permitió más libertad con los instrumentos adicionales. El uso de elementos orquestales ha estado presente en los lanzamientos de álbumes de estudio.

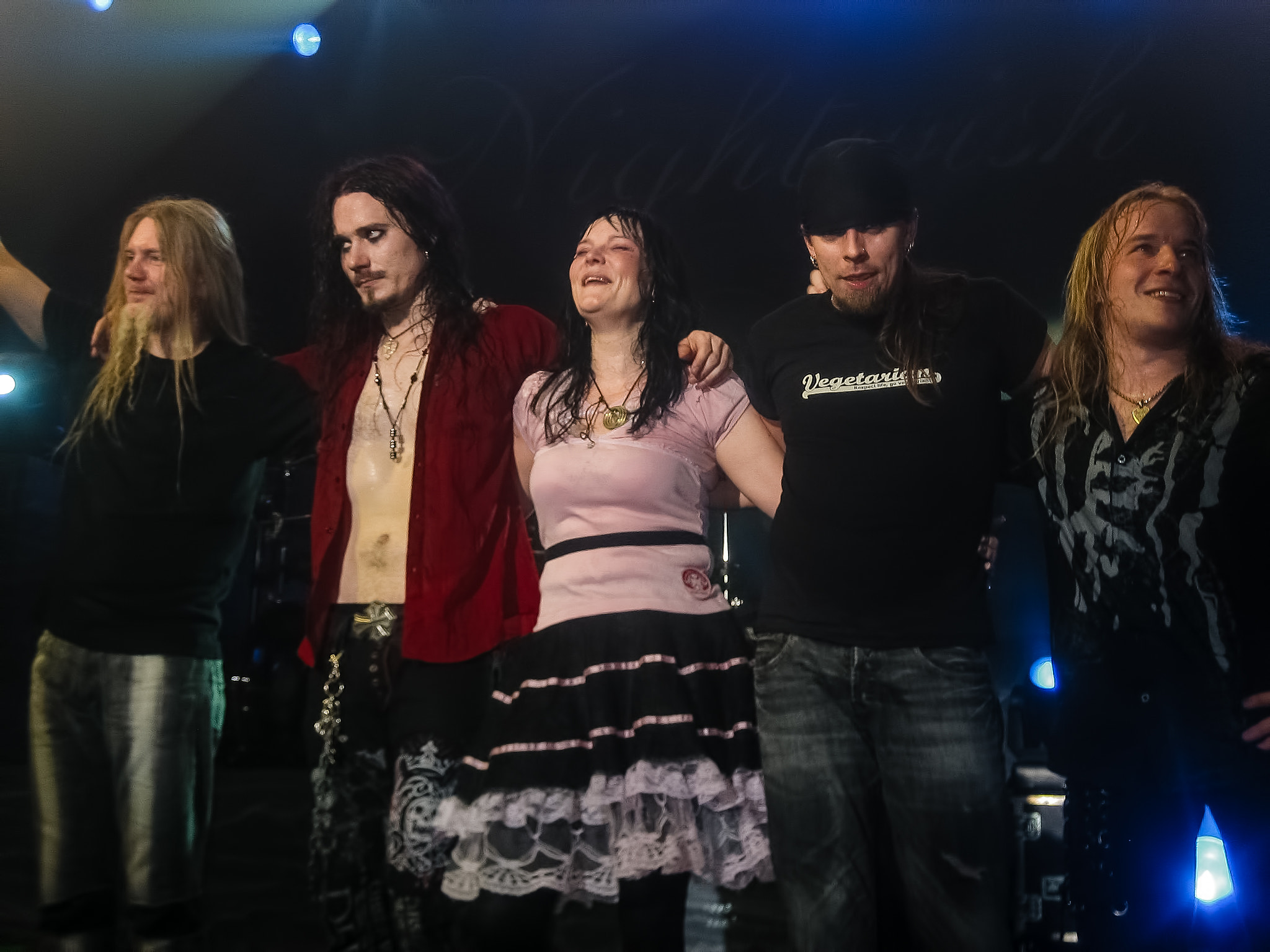
Holopainen (segundo de izquierda a derecha) junto a Nightwish en 2008.

En 2003, For My Pain ... lanzó su álbum debut titulado Fallen. El álbum fue bien recibido, pero la banda ha perdido fanes debido a la falta de nuevos álbumes, por la misma razón que Fallen se retrasó por cuatro años. En 2004 para My Pain ... lanzó "Killing Romance", un sencillo finlandés con tres temas inéditos; "Killing Romance", "Joutsenlaulu" y "Too Sad To Live".
El quinto álbum de estudio de Nightwish, Once fue lanzado en 2004, y se convirtió en su éxito en los Estados Unidos. Los sencillos "Nemo" y "Wish I Had an Angel" se transmitieron en MTV. Nightwish comenzó su recorrido Once World Tour, visitando varios países, como Japón, por primera vez. Después del último concierto (un espectáculo filmado en Hartwall Areena, Finlandia, que se presentó en el DVD End of an Era en 2006), en octubre de 2005, Nightwish le dio a la vocalista Tarja Turunen una carta explicando su despido de la banda.

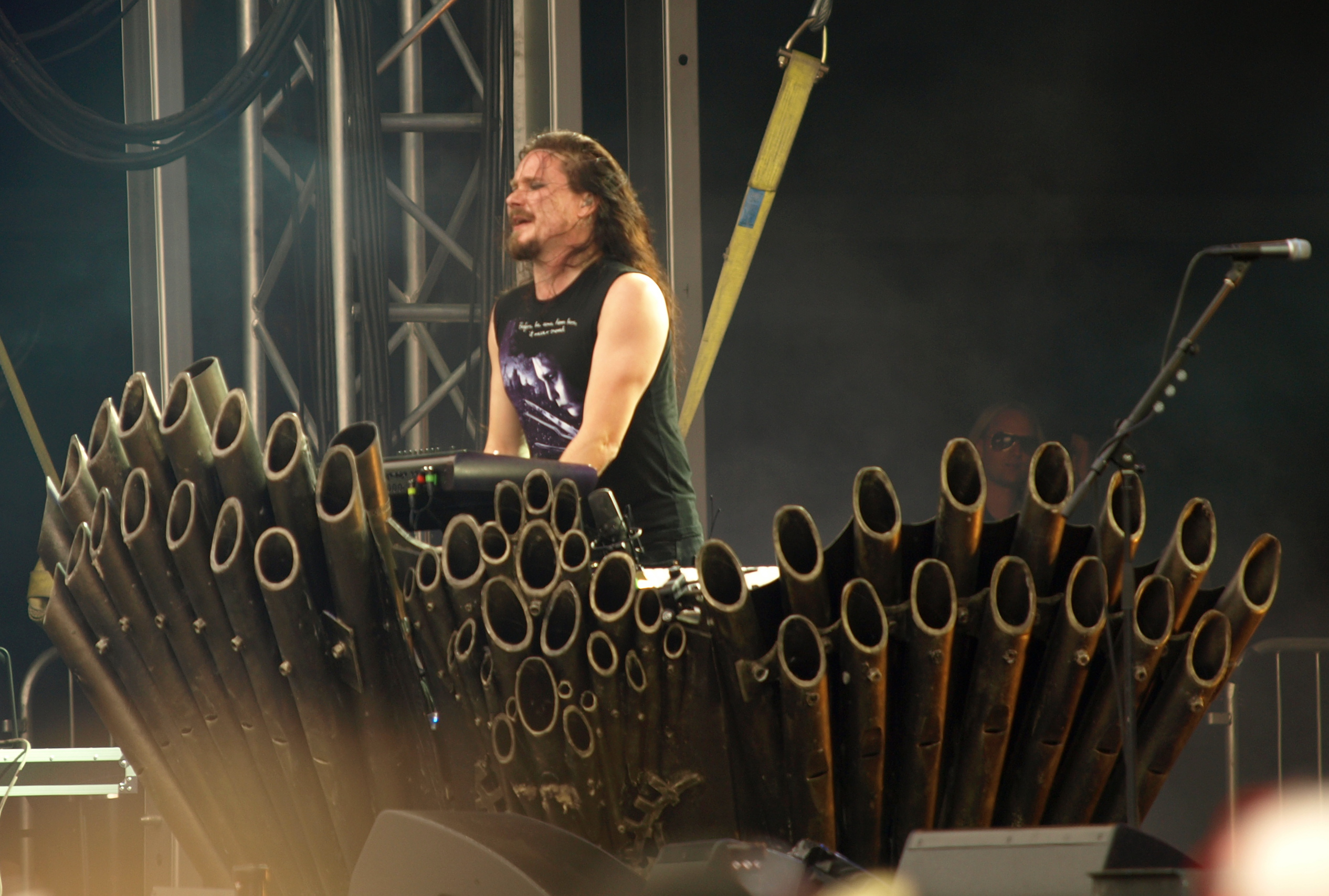
Holopainen tocando junto a Nightwish en el festival Tuska Open Air en 2013.

Durante el 2006, Holopainen pasó por un período oscuro lleno de ansiedad y depresión, empeorado por los rumores sobre él y Nightwish en la prensa diaria todos los días. Estos eventos también lo inspiraron a escribir Dark Passion Play, el sexto álbum de la banda siendo el primer álbum con la cantante sueca Anette Olzon. quien fue despedida durante la gira Imaginaerum World Tour.

## Etapa solista
Holopainen originalmente confirmó que estaba produciendo un proyecto en solitario en 2012. Holopainen declaró en su sitio web, The Escapist, que planeaba dedicar su tiempo completamente a la composición del proyecto en febrero-abril de 2013 después de la gira Nightwish Imaginaerum. En 2014 lanzó Music Inspired by the Life and Times of Scrooge basado en la serie de cómics "The Life and Times of Scrooge McDuck" de Don Rosa. El disco incluía al músico de Nightwish, Troy Donockley, así como a los músicos de sesión de Londres, utilizados anteriormente en los últimos lanzamientos de Nightwish. En una entrevista en noviembre de 2015, reveló planes para lanzar un libro con historias cortas de fantasía y terror influenciadas por Neil Gaiman y Stephen King.

## Música
El músico finés siente especial admiración por las bandas sonoras (Hans Zimmer, Vangelis, Danny Elfman, Trevor Jones). Con Nightwish ha buscado en algunas ocasiones acercarse un poco hacia este género, añadiendo elementos nuevos y frescos como el sonido de una orquesta o la ayuda de un coro. Sin embargo, fue en un concierto de Metallica y uno de Guns N' Roses cuando por primera vez estuvo en contacto con el metal, y sintiéndose tan a gusto con esta atmósfera se inclinó hacia este género musical desde su adolescencia.[cita requerida]

## Instrumentos
- Korg N364 - Teclado (Vivo Actual)
- Korg Trinity - Teclado
- Korg Triton - Teclado
- Korg KARMA - Teclado (Vivo Actual)
- Korg OASYS - Teclado
- Korg TR - Teclado
- Korg Kronos - Teclado (2011)
- korg nautylus - teclado (2021) (vivo actual)
- Korg wavestate - teclado (2022) (in studio)

## Discografía

### Con Nightwish
- Angels Fall First (1997)
- Oceanborn (1998)
- Wishmaster (2000)
- Over the Hills and Far Away (2001)
- Century Child (2002)
- Once (2004)
- Dark Passion Play (2007)
- Imaginaerum (2011)
- Endless Forms Most Beautiful (2015)
- Human. :II: Nature. (2020)
- Yesterwynde (2024)

### Con Darkwoods My Betrothed
- Heirs of the Northstar (1995)
- Autumn Roars Thunder (1996)
- Witch-Hunts (1998)

### Con Timo Rautiainen
- Sarvivuori (2006)
- Loppuun Ajettu (2007)

### Kylähullut
- Peräaukko Sivistyksessä (2008)
- Lisää Persettä Rättipäille (2007)

### Como solista
- Music Inspired by the Life and Times of Scrooge (2014)

### Con Auri
- Auri (2018)
- II – Those We Don't Speak Of (2021)
- III – Candles & Beginnings (2025)

### Otros
- Fallen (2003)- For My Pain
- Into the Silence (2003)- Sethian
- Love and Other Disasters (2008)- Sonic Syndicate